# UDP-флуд
UDP-флуд (англ. UDP flood) — сетевая атака типа «отказ в обслуживании», использующая бессеансовый режим протокола UDP. Заключается в отправке множества UDP-пакетов (как правило, большого объёма) на определённые или случайные номера портов удалённого хоста, который для каждого полученного пакета должен определить соответствующее приложение, убедиться в отсутствии его активности и отправить ответное ICMP-сообщение «адресат недоступен». В итоге атакуемая система окажется перегруженной: в протоколе UDP механизм предотвращения перегрузок отсутствует, поэтому после начала атаки паразитный трафик быстро захватит всю доступную полосу пропускания, и полезному трафику останется лишь малая её часть.
Подменив IP-адреса источников в UDP-пакетах, злоумышленник может перенаправить поток ICMP-ответов и тем самым сохранить работоспособность атакующих хостов, а также обеспечить их анонимность.
Частным случаем является атака UDP Flood DNS, использующая порт 53 и загружающая сервер DNS UDP-запросами о его домене или IP-адресе несуществующего домена — объём ответов при этом значительно превышает объём запросов.
Другой распространённый случай — атака с использованием сервиса CHARGEN. Злоумышленник посылает короткие UDP-пакеты на порт 19 одного из компьютеров в сети, подменив IP-адрес и порт источника. В результате сеть на отрезке между двумя компьютерами перегружается, что может отразиться на её производительности в целом.
Для организации атак используются такие программы, как LOIC и UDP Unicorn.
Для защиты от атаки следует установить ограничение на количество обращений к открытым портам, а неиспользуемые порты закрыть средствами аппаратных или программных межсетевых экранов в ключевых точках сети.